# Telestacea
Telestacea is een orde van neteldieren uit de klasse van de Anthozoa (bloemdieren).

## Kenmerken
De lange stammen, die weinig vertakt zijn, dragen aan de zijkanten poliepen en het skelet bestaat uit een mengeling van naalden, kalk of hoorn. Hij bestaat uit kolonies van waaiervormige koralen, waarvan de stammen allerlei fraaie kleuren kunnen aannemen. De poliepen zijn echter witgekleurd. 

## Verspreiding en leefgebied
Ze komen voor in dieper water van tropische en subtropische gebieden.

## Families
- Telestidae
- Pseudocladochonidae